# Logitech MX-518
 (juin 2025).
Si vous disposez d'ouvrages ou d'articles de référence ou si vous connaissez des sites web de qualité traitant du thème abordé ici, merci de compléter l'article en donnant les références utiles à sa vérifiabilité et en les liant à la section « Notes et références ».

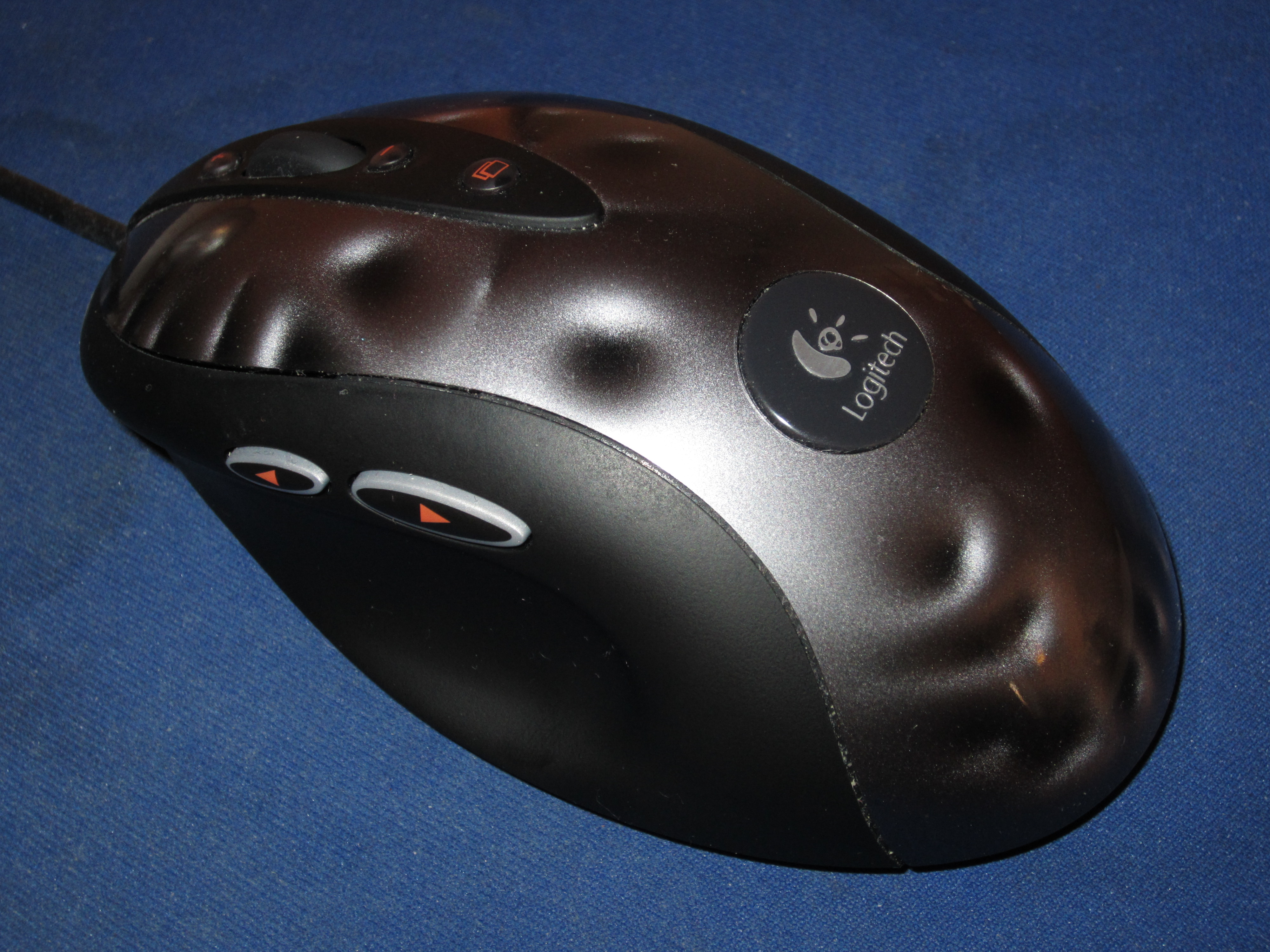
Logitech MX-518.

La Logitech MX-518 est une souris optique filaire conçue pour les joueurs. Elle a succédé en 2005 à la Logitech MX-510. La précision et la prise en main arrondie de la MX-510 ont été revues pour un meilleur confort pendant le jeu.

## Caractéristiques
- Design ergonomique
- Capteur du moteur optique MX poussé jusqu'à 1600 ppp
- Changement de la sensibilité à la volée
- 7 boutons programmables et 1 roulette crantée

Un des points forts de la MX-518 est son apparence bosselée, pour laquelle Logitech a utilisé une image holographique. 

## Une souris défectueuse?
Il semblerait que certains possesseurs de MX-518 se plaignent de leur souris après plusieurs mois d'utilisation. Les symptômes communs sont les ports USB défectueux ou la souris constamment gelée : il s'agit d'un problème d'usure du câble USB à l'entrée ou à l'intérieur de la souris (câble à réparer ou à remplacer).